# Karlheinz Goedtke
Karlheinz Goedtke (* 15. April 1915 in Kattowitz, Deutsches Reich; † 23. August 1995 in Mölln) war Bildhauer und Plastiker.

## Leben
Bis 1930 besuchte Karlheinz Goedtke das Maria-Magdalenen-Gymnasium zu Breslau, wo er schon durch sein Zeichentalent auffiel. Der Vater, ein Beamter, wurde dann nach Stettin versetzt. Von 1931 bis 1936 war Goedtke Schüler von Kurt Schwerdtfeger an der Werkkunstschule in Stettin. Gleichzeitig lernte er das Handwerk des Steinbildhauers. Die weitere Ausbildung wurde von 1936 bis 1938 von Arbeits- und Militärdienst unterbrochen. Von 1938 bis 1940 studierte Goedtke an der Hochschule für Bildende Künste in Berlin. Dann musste er bis 1945 in den Krieg ziehen. Verwundet kam er nach Kriegsende mit seinen Eltern nach Ratzeburg in Schleswig-Holstein. 1950 erhielt er von der Stadt Mölln seinen ersten offiziellen Auftrag, den Eulenspiegel-Brunnen, der von Richard Eugen Dörr gestiftet wurde.

## Leistungen
Die Figur des Eulenspiegel machte Goedtke mit einem Male bekannt. 1951 siedelte er nach Mölln über. 1954 wurde ihm ein Förderpreis des Cornelius-Preises der Stadt Düsseldorf verliehen. 1958 entstand sein Atelierhaus in Alt-Mölln. Seit Anfang der 1960er Jahre hat er in vielen Orten Deutschlands, aber auch im deutschsprachigen Ausland laufend ausgestellt.
Goedtke unternahm Reisen nach Afrika, nach Italien und Frankreich. Seine Skizzen und Zeichnungen bestätigen seine exzellente Beobachtungsgabe.  Das Formen von Menschen und Tieren aus Wachs oder Gips und dann in Bronze gegossen, das wurde sein künstlerisches Ausdrucksmittel. Er wurde berühmt –  in Schleswig-Holstein und darüber hinaus –  nicht zuletzt durch seine Arbeiten im öffentlichen Raum. Die Anfang der 1960er Jahre vom Künstler erschaffende Plastik, die „Badende“ zeigt eine Balance der Körperhaltung im Spannungsfeld zwischen Ruhe und Dynamik.

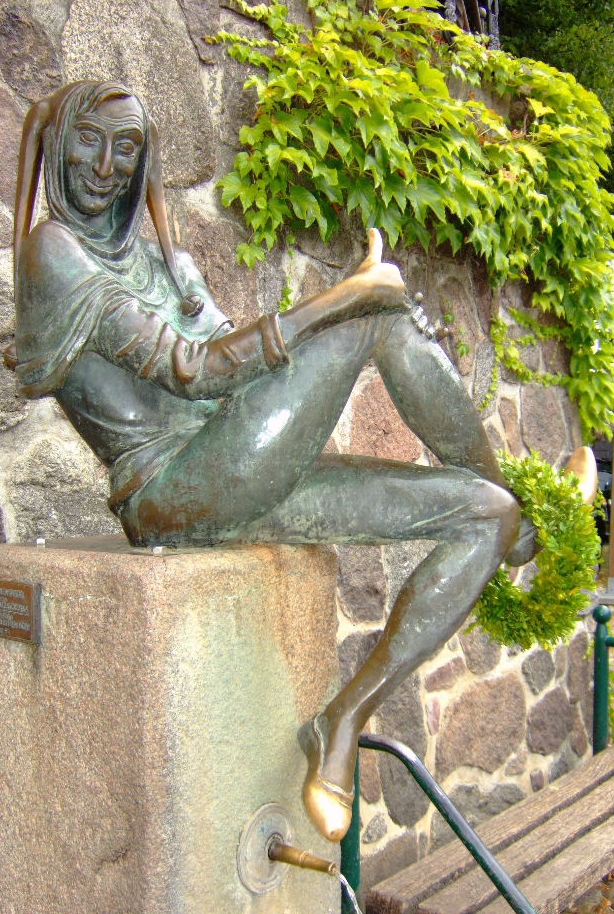
Eulenspiegelbrunnen in Mölln, 1951
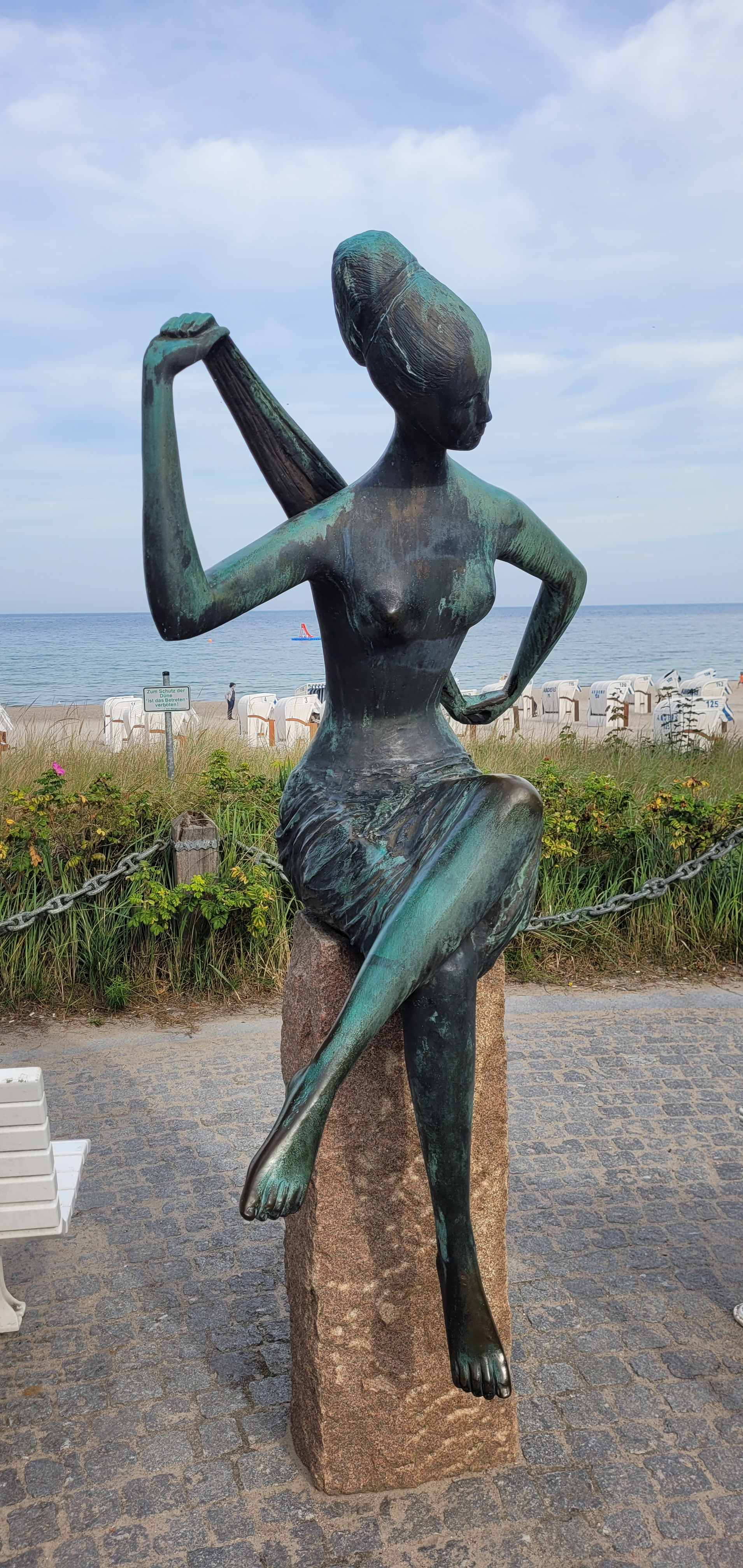
Badende in Timmendorfer Strand, Anfang der 1960er Jahre
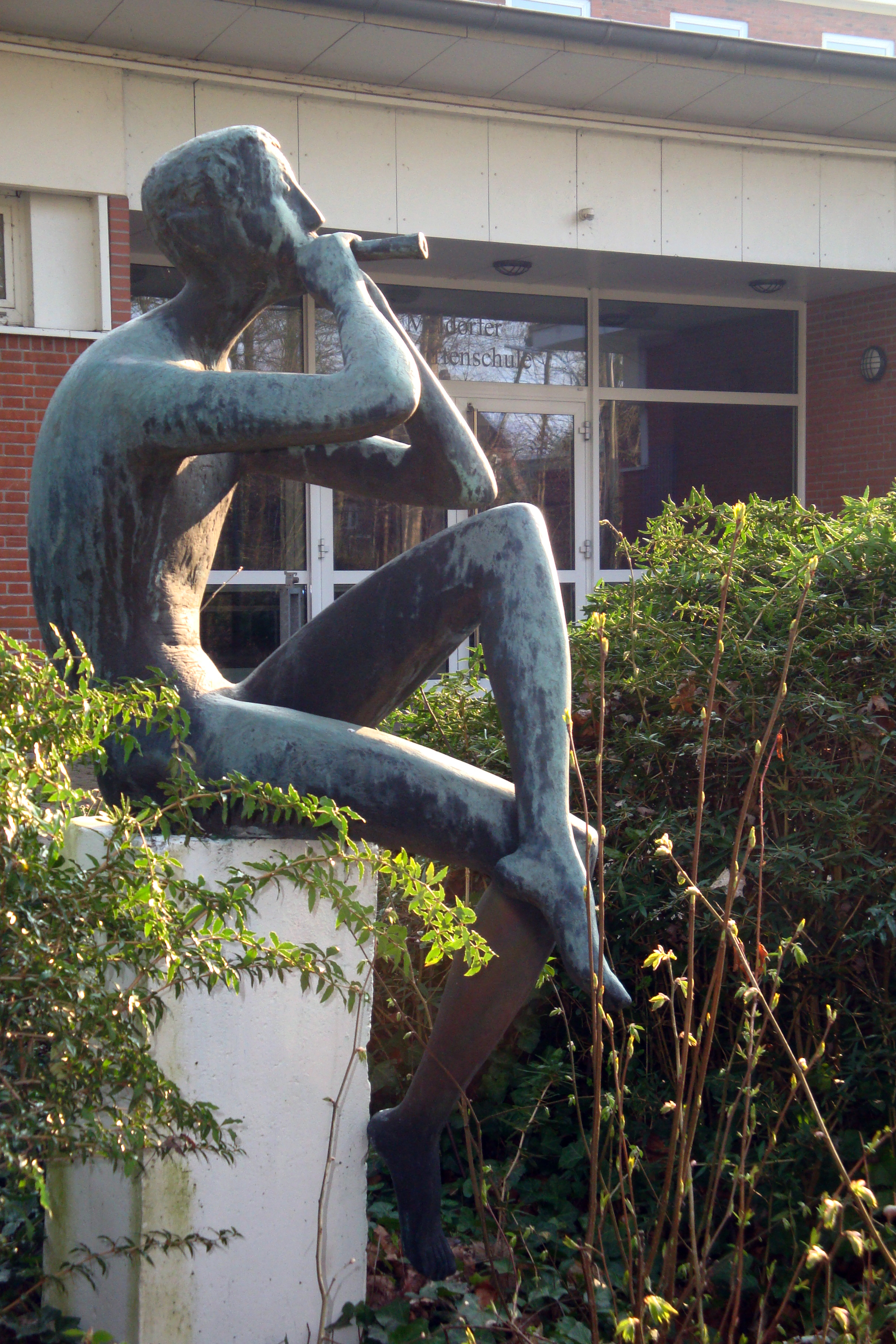
Flötenspieler am Weg zur Meldorfer Gelehrtenschule, 1962
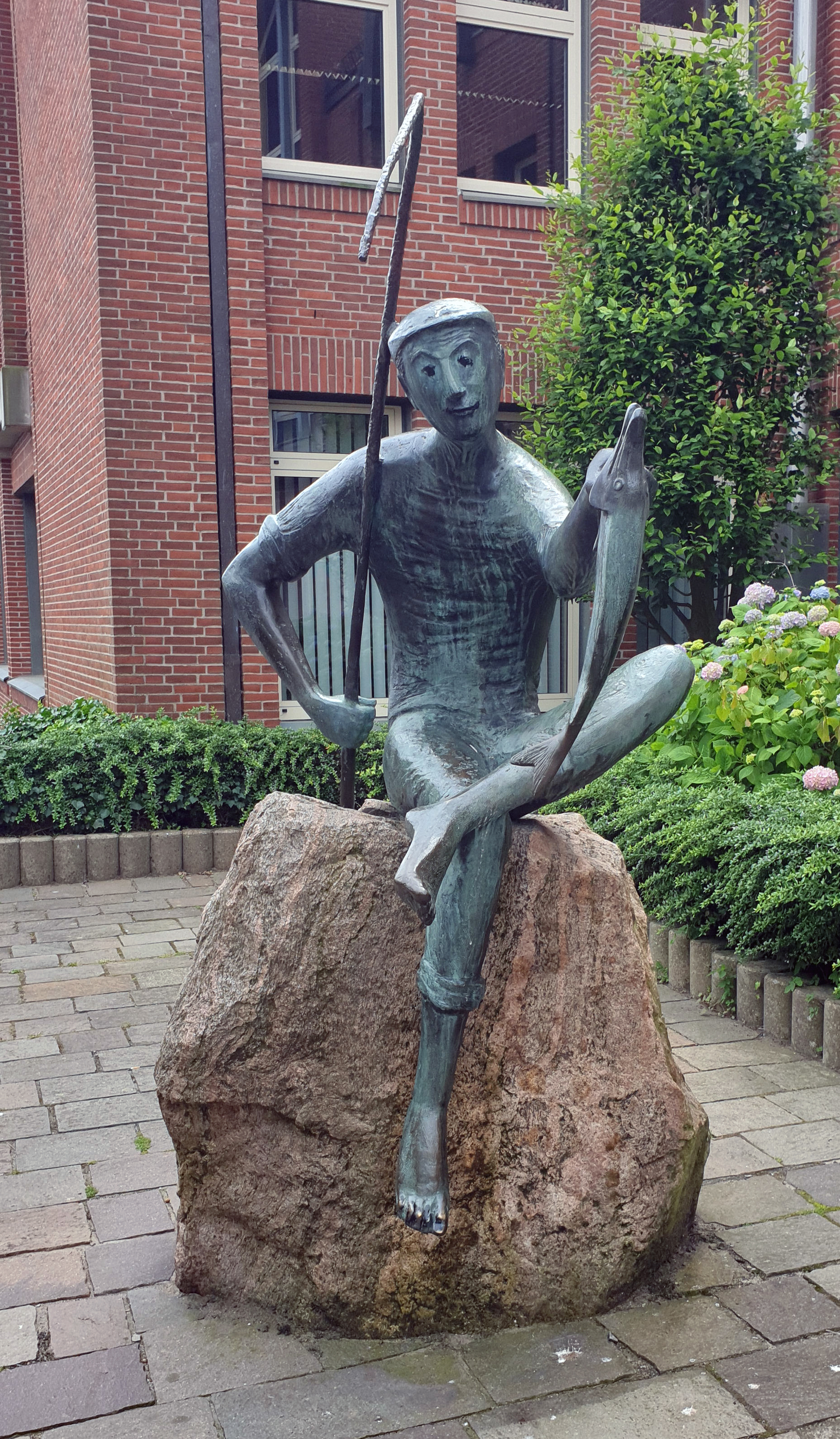
Angler, Plön, 1963

Beispielhaft für das reiche Schaffen dieses Künstlers sind: „Der Rufer“ in Lauenburg/Elbe, die „Oldenburger Reiter“, der „Taschenmann“ vor der Kreissparkasse in Ratzeburg und der auferstehende Jesus an der Osterkirche in Kiel. Unverwechselbar und vielen Menschen bekannt ist auch „Der Segler“ auf hoher Stele am Ostseekai in Kiel.

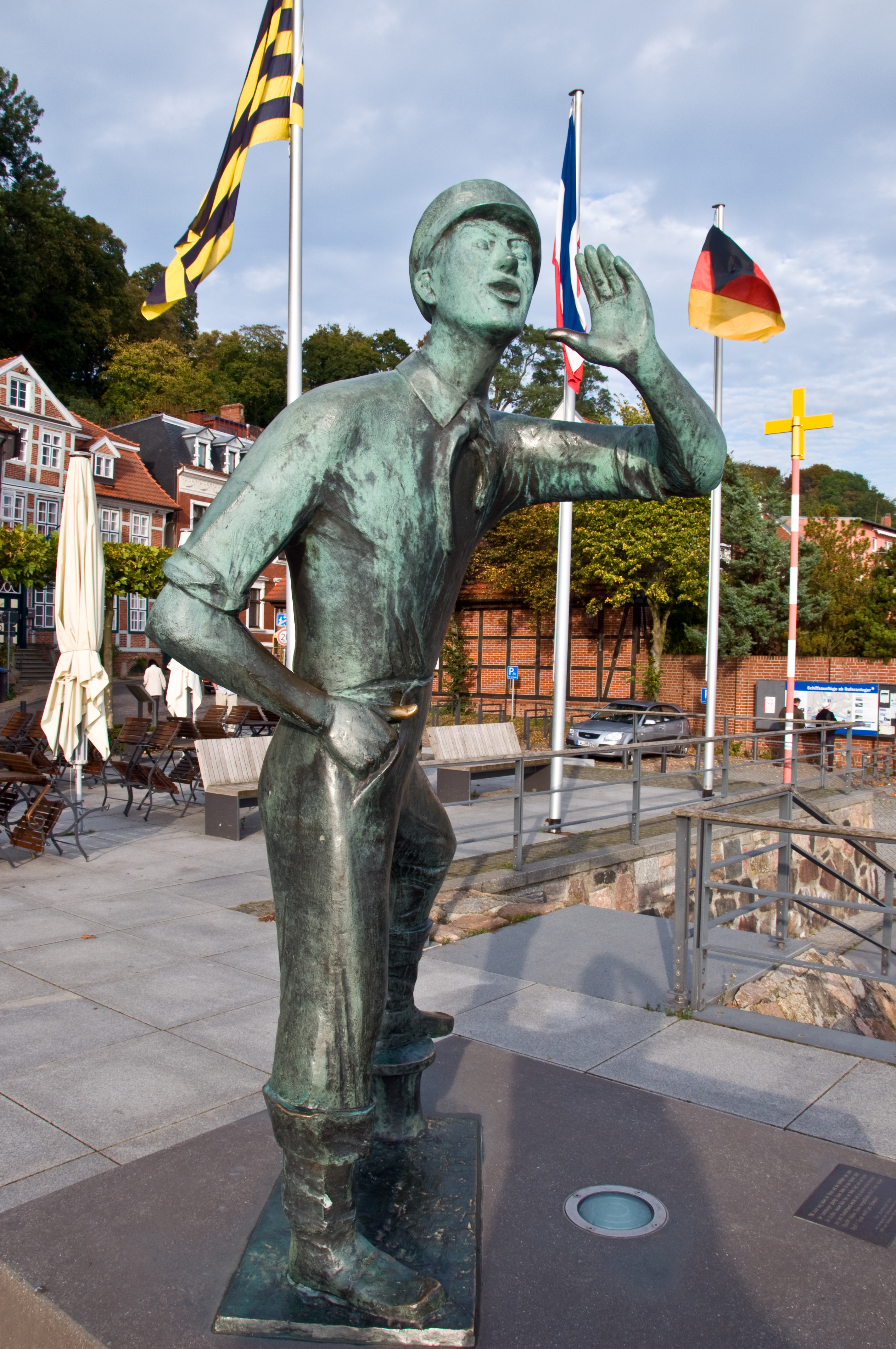
Der Rufer in Lauenburg, 1956
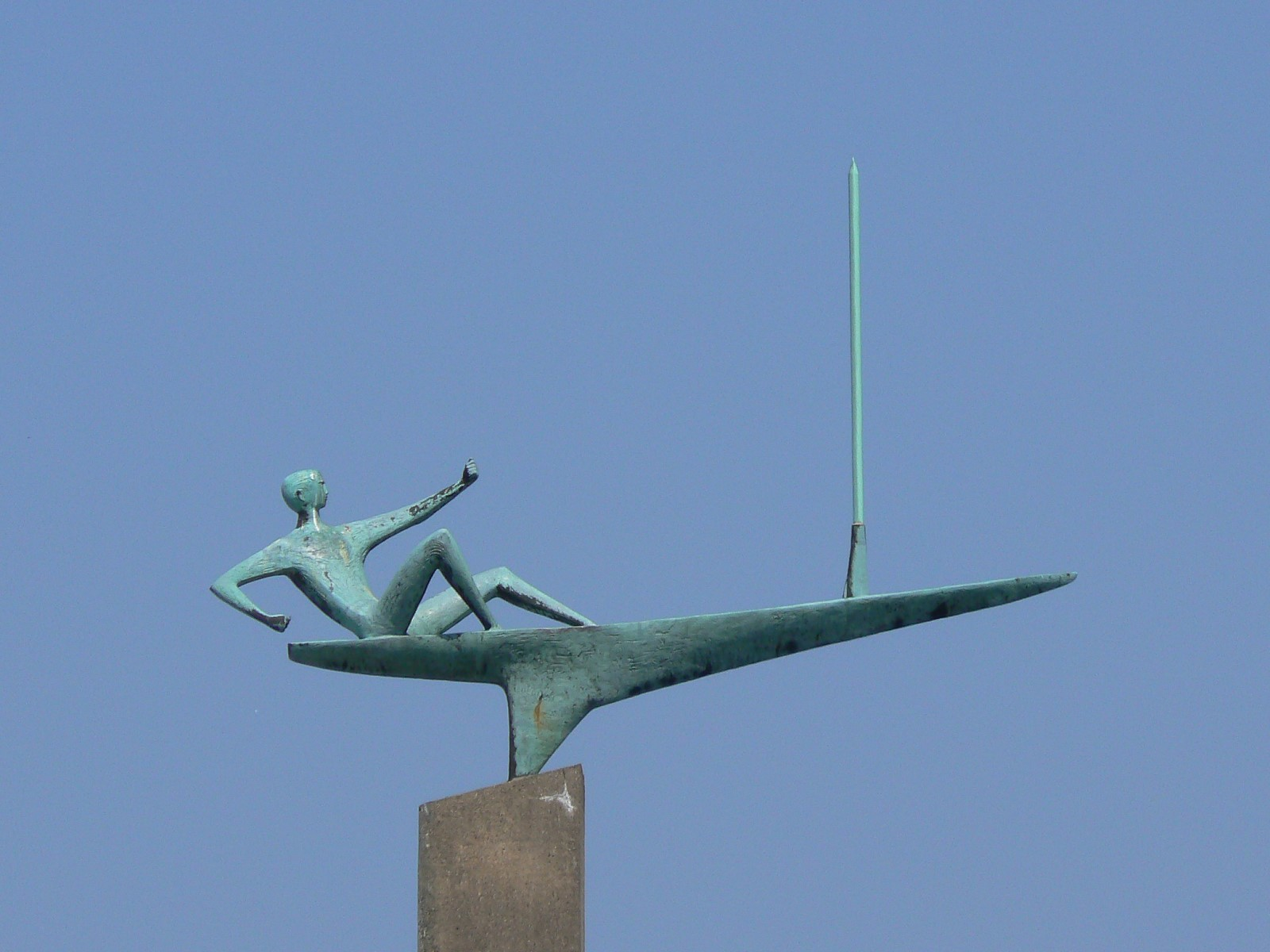
Der Segler in Kiel, 1962
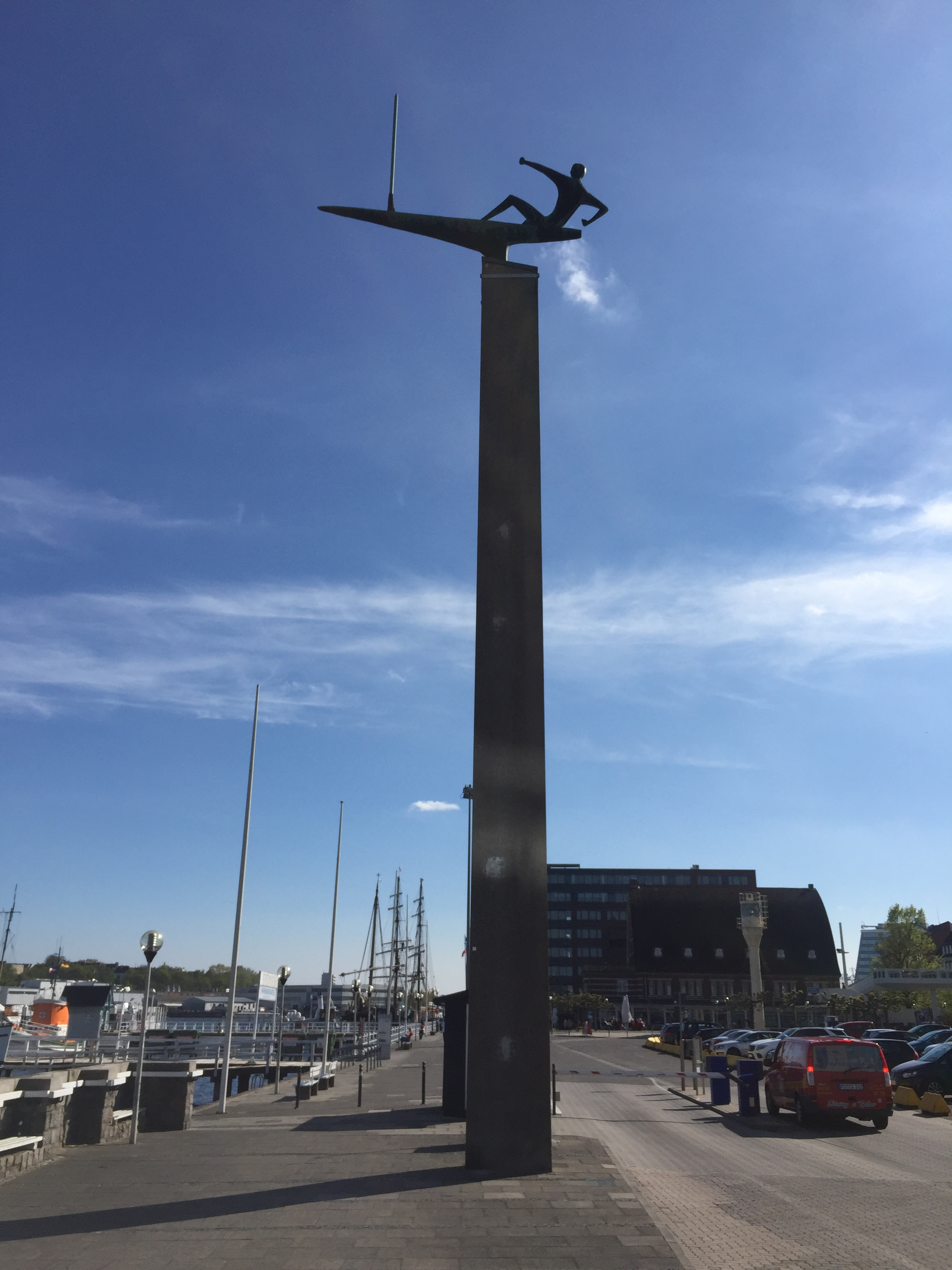
Der Segler auf der Säule
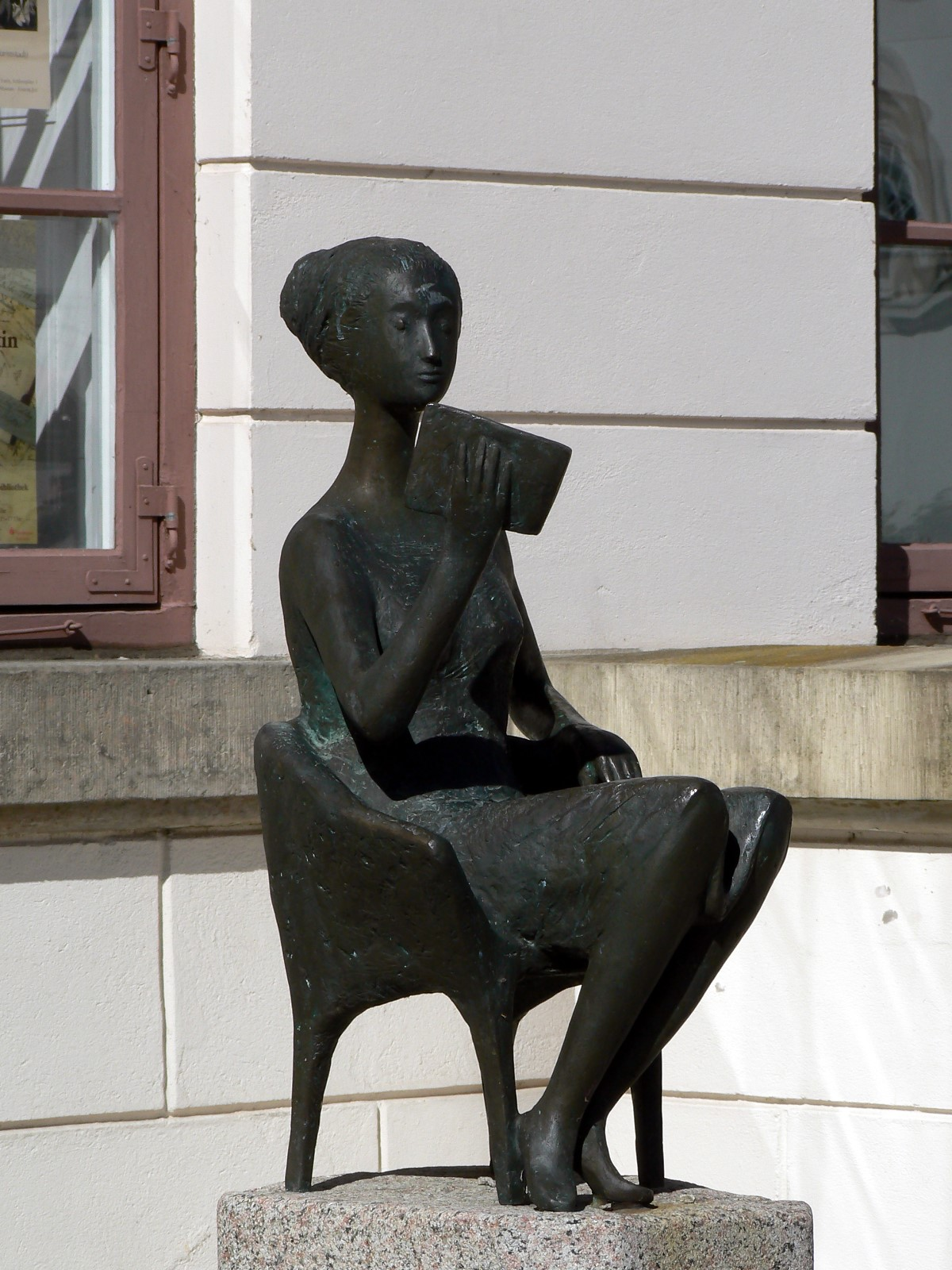
Die Lesende an der Eutiner Landesbibliothek, 1993

Insgesamt hat Karlheinz Goedtke über 200 Großplastiken geschaffen. Aber sein Werk ist viel umfassender. Einen Einblick in die Lebendigkeit und Ausdruckskraft seiner Kleinplastiken – so monumental wie die Großformate – konnte man über Jahre in einer Permanent-Ausstellung seiner Arbeiten in Mölln gewinnen, die dem WWF (World Wide Fund For Nature) weichen musste. Schleswig-Holstein war ihm in 40 Jahren zur Heimat geworden und die Stadt Mölln hat nach ihm eine Straße benannt. Das Werk Goedtkes ist geprägt vom humanistischen Geist des Abendlandes, zu dessen Wiederaufbau er nach dem von ihm miterlebten Krieg mit seinen Mitteln beigetragen hat.
In der Laudatio zu einer Ausstellungseröffnung im Dezember 1990 sagte Horst Hannemann:
Noch immer hält Karlheinz Goedtke für die Heutigen das Erbe jener lebendig, die ihm Lehrer oder Vorbilder waren: Kurt Schwerdtfeger und Auguste Rodin, August Gaul und Gerhard Marcks. Noch immer bekennt er sich mit dem, was er tut, zu der uralten Tradition, aus der seine Kunst stammt, wie seine Bildnisköpfe es verraten und nicht nur sie. Noch immer beharrt er auf Techniken, wie schon die Alten sie kannten, in der Gewissheit, dass das Überlieferte denn doch nicht so verbraucht ist, wie man uns häufig glauben machen will. Sein Werk bildet eine Einheit. Es ist als ob die Zeit keine Macht über es habe. Dass um ihn herum die Welt der Kunst ins Wanken zu geraten schien – Karlheinz Goedtke registrierte es zwar; verunsichert oder beirrt in seinem Schaffen hat es ihn durchaus nicht.
Von seinen zahlreichen Preisen und Auszeichnungen seien nur einige genannt: Cornelius-Preis der Stadt Düsseldorf (1954), Peter-Paul-Rubens-Medaille (1984), Kulturpreis Oberschlesien des Landes Nordrhein-Westfalen (1985), Kulturpreis Schlesien des Landes Niedersachsen (1988), Kulturpreis der Stiftung Herzogtum Lauenburg (1993).

## Öffentliche Werke in Auswahl
- 1950  Till Eulenspiegel, Mölln, Stifter Richard Eugen Dörr
- 1951  Phrixos mit dem Goldenen Vlies (Phrix-Plastik), vormals am Hauptportal der von Richard-Eugen Dörr geleiteten Phrix-Werke AG in Siegburg, seit 2017 Mölln[2]
- 1951  Bache mit Frischlingen, Mölln (Naturparkzentrum Uhlenkolk), Stifter Richard Eugen Dörr
- 1955  Beschwörender Engel, Dom zu Schleswig
- 1956  Der Rufer über den Strom, Stadt Lauenburg
- 1957  Der Taschenmann, Ratzeburg
- 1960  Badende, Timmendorfer Strand[1]
- 1962  Der Segler, Kiel
- 1962  Flötenbläser, Kiel Holstenplatz
- 1963  Der Angler, Plön
- 1964  Hänsel und Gretel, Siegburg
- 1965  Kämpfende Schwäne, Heiligenhafen (Schule West)
- 1966  Der Ulenköper, Uelzen
- 1966  Auferstehender Christus, Kiel
- 1967  Die Geborgenen, Bad Segeberg
- 1967  Drachensteiger, Geesthacht
- 1967  Fischer mit Netz, Eckernförde
- 1969  Drei Reiter, Lübeck
- 1970  Zwei Schwimmer, Burg auf Fehmarn
- 1970  Fischung (Beton), Heikendorf
- 1972  Franziskus predigt den Vögeln, Mölln
- 1972  Fährmann (Bronze), Schacht-Audorf
- 1974  Der Rabe und der Fuchs, Lübeck-Eichholz
- 1975  Mädchen am Südstrand, Burgtiefe auf Fehmarn
- 1976  Knabe mit Fohlen, Burg auf Fehmarn
- 1977 Bronzekomposition/Kriegsmahnmal, St.-Johannis-Kirche Sterley[3]
- 1978  Gespräch am Brunnen, Brunnen in Soltau
- 1979  Der Regenbaum, Mölln
- 1980  Reiterliche Begegnung, Oldenburg/Holstein
- 1982  Fünf Seepferdchen, im Kurpark von Timmendorfer Strand[4]
- 1983  Sich schützende und geschützte Menschen, Kiel
- 1983  Der Ausrufer, Klausdorf (Schwentine)
- 1984  Die Schauende, Großer Eutiner See, Eutin
- 1985  Die Zeitungsleser, Brunnen in Mölln
- 1986  Gespräch mit Nachbarn, Figurengruppe in Lübeck-St.Jürgen
- 1988  Märchenbrunnen, Stadt Baunatal
- 1989  Der Dumm Hans, Eutin
- 1991  Pole Poppenspäler, Husum
- 1992  Mädchen im Wind, Kreishaus, Eutin
- 1992  Chor und Orchester II, Lübeck Musik- und Kongresshalle
- 1993  Die Lesende, Landesbibliothek, Eutin
- 1992  Diskussion, Lübeck-St. Lorenz Süd
- 1994  Stadtpolizist Hein Lüth, Bürgerbrunnen, Lütjenburg
- 1995  Die Eisengießer, Lübeck-Herrenwyk